# CNN Airport
CNN Airport a fost o versiune CNN pentru aeroporturile din Statele Unite deținută de divizia WarnerMedia News & Sports a WarnerMedia prin CNN Worldwide. CNN Airoport este o rețea de televiziune de publicitate stradală operată de CNN. Serviciul difuzează știri generale, vremea, actualizări ale burselor, divertisment și conținut despre călătorii către aeroporturile din Statele Unite. Managementul fondator a fost condus de Jon Petrovich și Scott Weiss. Deborah Cooper a fost vicepreședinte/director general inaugural și continuă să fie în același rol și astăzi.
Programul de 24 de ore al CNN Airoport constă în aproximativ 16% știri live, 19% sport live, 24% stil de viață, 24% călătorii și 10% pentru înregistrări locale de pe aeroporturi, dacă acestea se justifică.

## Istoric
Rețeaua inițial a fost lansată de la 3 iunie la 14 iulie 1991 la Aeroportul Internațional Dallas-Fort Worth, Aeroportul Internațional Atlanta Hartsfield-Jackson și Aeroportul Internațional Chicago O'Hare și a debutat oficial la 20 ianuarie 1992 ca Rețeaua Aeriană CNN, și este în prezent prezentată în 58 de aeroporturi din Statele Unite, la televizoare situate în zonele de intrare și de îmbarcare.